# Gurjão
Gurjão este un oraș în Paraíba (PB), Brazilia.